# Castillo de Finestres
El castillo de Finestres en Ultramort actualmente es una gran masía que data de los siglos XVI y XVII, construida sobre el antiguo castillo de Gleu, popularmente conocido como el castillo de Finestres.
Se encuentra situado al norte de la plaza, entre el arrabal de la calle de Figueres y de la calle de Torroella, sobre una colina de formas suaves un poco más elevado que el resto de las edificaciones vecinas.
El cuerpo principal presenta un tejado a dos vertientes, con un gran portal adovelado y ventanas alineadas en la fachada, ante una terraza apoyada sobre arcos rebajados. Una torre de fortificación cilíndrica situada en el centro de la masía sobresale por encima del conjunto y se conserva también parte de otra torre de planta rectangular
Su historia es prácticamente desconocida. La primera documentación que se tiene constancia es su pertenencia durante el siglo XVII a la familia Balle.